# هرمان فون هلمهولتز
هِرمان لودویگ فِردیناند فون هِلمهولتز (به آلمانی: Hermann Ludwig Ferdinand von Helmholtz) (زاده ۳۱ اوت ۱۸۲۱ – درگذشته ۸ سپتامبر ۱۸۹۴)، پزشک و فیزیک‌دان آلمانی بود که در چندین زمینهٔ علمی کارهای چشمگیری کرد. شهرت او بیشتر به‌سبب اثبات قانون پایستگی انرژی است. امروزه بزرگترین بنیاد پژوهشی آلمان، به‎‌افتخار او، انجمن هلمهولتز نام گرفته‌است.
او را در فیزیولوژی و روان‌شناسی، به‌سبب ریاضیات چشم، نظریه‌های بینایی، ایده‌هایی دربارهٔ درک بصری از فضا، تحقیق در بینایی رنگی، همچنین درک صدا، و تجربه‌گرایی در فیزیولوژی ادراک می‌شناسند.
در فیزیک، او را به‌سبب نظریه‌هایش در انرژی و پایستگی آن، و کارهایش در الکترودینامیک، ترمودینامیک شیمیایی و ترمودینامیک می‌شناسند.
شناخته شدن هلمهولتز به عنوان یک فیلسوف، به‌سبب نظریه‌هایش در فلسفه علم؛ ایده‌هایی درباره رابطه ادراک و طبیعت، زیبایی‌شناسی و ایده‌هایی دربارهٔ قدرت تمدن‌گرای علم بوده‌است.

## نگارخانه

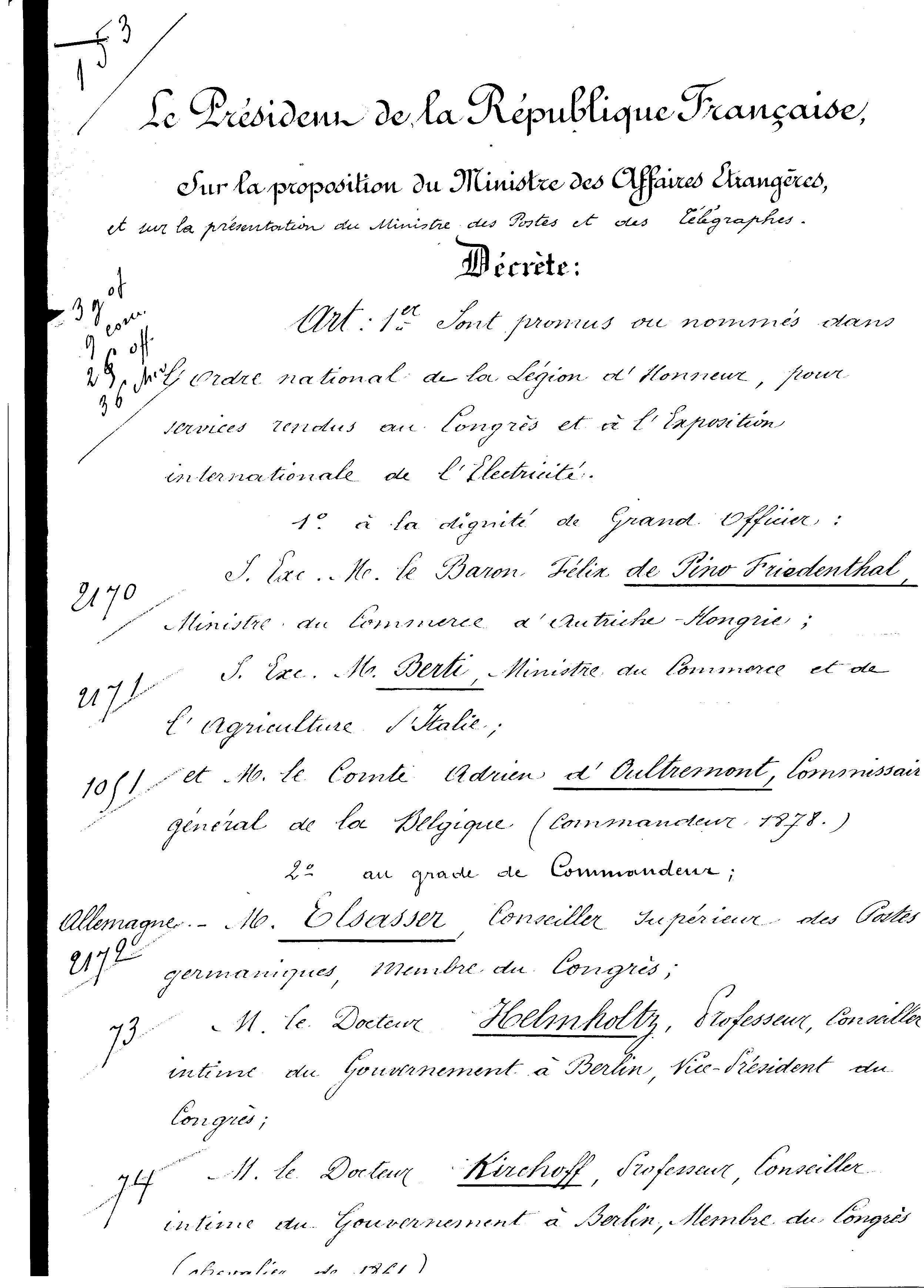
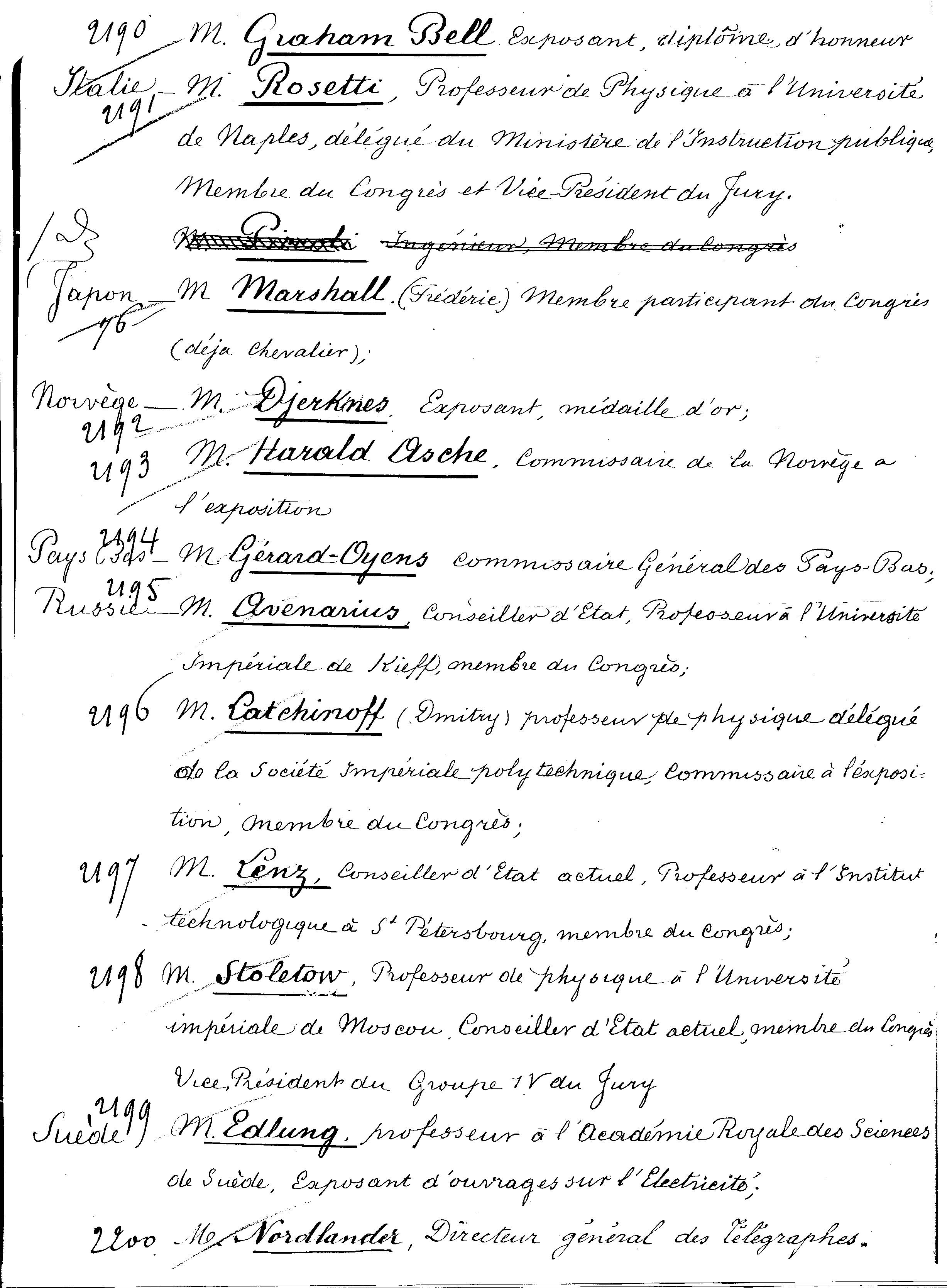
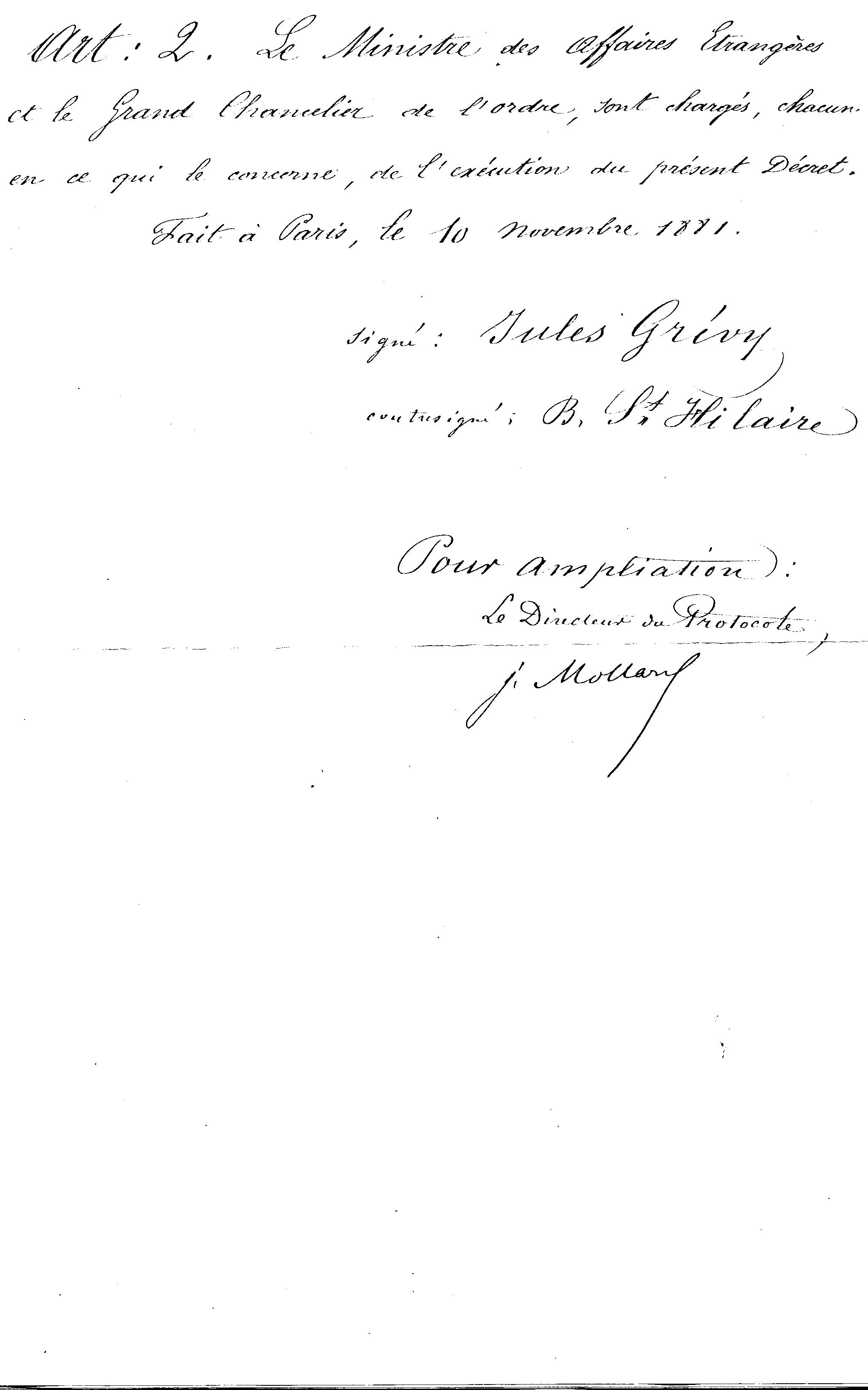

## مطالعهٔ بیشتر
- Leo Koenigsberger, translated by Frances A. Welby Hermann von Helmholtz (Dover, 1965)